# Catherine Ribeiro + 2 Bis
Albums de Catherine Ribeiro + 2 bis
N°2
 (juillet 2018).
Si vous disposez d'ouvrages ou d'articles de référence ou si vous connaissez des sites web de qualité traitant du thème abordé ici, merci de compléter l'article en donnant les références utiles à sa vérifiabilité et en les liant à la section « Notes et références ».
Catherine Ribeiro + 2 bis est l'unique album du groupe éponyme (qui deviendra plus tard Alpes), sorti en 1969. 2 bis est tout simplement l'adresse du local situé quai du Port à Nogent-sur-Marne où la maquette de l'album a été réalisée et devant lequel le groupe pose pour la photographie de la pochette.

## Commentaires
Plutôt accessible, 2 bis n'en contient pas moins tout ce qui caractérise ses successeurs : les cris et rires de Catherine Ribeiro dont la voix est particulièrement sensuelle (Les Fées Carabosses), le crescendo rythmique (Le Point qui scintille), les sons venus d'ailleurs (Voyage 1). Les règles formelles habituelles sont transgressées : trois plages dépassent les cinq minutes, pas d'arrangements, vers irréguliers.
Les sons de Voyage 1 (et de quelques autres titres) doivent leur particularité à deux instruments : le cosmophone de Patrice Moullet, sorte de guitare-lyre à 24 cordes jouée avec archet ou en technique de guitare classique et la trompe marine de Bernard Pinon (2 cordes tendues sur un chevalet partiellement mobile qui vibre contre la table). 

## Liste des titres
Tous les textes sont écrits par Catherine Ribeiro et mis en musique par Patrice Moullet.

### Face A
1. Lumière écarlate – 4:12
2. Sœur de Race – 2:43
3. Les Fées Carabosses – 5:11
4. Voyage 1 – 5:22
5. La Solitude – 3:11

### Face B
1. Un Sourire, un Rire, des Eclats – 4:09
2. Le Crime de l'Enfant Dieu – 4:22
3. Le Point qui scintille –  5:50

## Musiciens
- Catherine Ribeiro : chant
- Patrice Moullet : cosmophone, guitare classique
- Bernard Pinon : trompette marine électrifiée
- Alain Aldag : percussions, orgue
- Gérard Lambert: 2nde guitare